# 7z
7z은 각기 다른 데이터 압축, 암호화, 전처리 알고리즘을 지원하는 압축 파일 포맷이다. 7z 포맷은 본래 7-zip 압축 프로그램이 제공한 데에서 비롯하였다. 7-zip 프로그램은 GNU 약소 일반 공중 라이선스 조항에 의거하여 사용할 수 있다.
7z의 MIME는 application/x-7z-compressed.이다.
공식 7z 파일 포맷 규격은 7-zip의 소스 코드와 함께 배포된다. 이 규격은 소스 코드 배포판의 doc\sub 디렉터리에 순수 텍스트로 된 문서 안에서 볼 수 있다.

## 압축 방식
7-Zip은 7z 형식을 기본 압축 형식으로 삼고 있다. 이고르 파블로프가 만든 LZMA 알고리즘을 비롯한 여러 가지 알고리즘을 지원하는 열린 구조방식(Open Architecture)이다.
| 압축포맷 | 설명 |
| -------- | --- |
| LZMA     | 기존의 LZ77 알고리즘을 개선하고 최적화한 것으로서 range coder를 바탕으로 하며 최대 4기비바이트까지 올라가는 거대 LZ 기반 sliding dictionary로 이루어져 있다. |
| LZMA2    | LZMA를 멀티쓰레드로 분할하여 압축하도록 개선하여 압축 속도를 향상시킨 알고리즘.                                                                              |
| PPMD     | Dmitry Shkarin의 PPMdH를 약간 변경하여 사용하였다. |
| BCJ      | 32비트의 x86 실행파일용 압축 변환기이다. |
| BCJ2     | 32비트의 x86 실행파일용 압축 변환기이다. |
| BZip2    | 표준 BWT 방식의 압축 알고리즘이다. |
| DEFLATE  | 표준적인 LZ77 기반의 압축 알고리즘이다. |

## 장점
- 다수의 폴더 및 파일을 담을 수 있다(16,000,000,000 GiB(기비바이트), 즉 16 EiB(엑스비바이트)까지 가능).
- 압축률은 RAR, ACE 등과 비슷하다.
- 컨테이너(container) 형식으로서 전처리기, 압축 알고리즘, 암호화 필터 등의 조합을 통해 보안 및 압축을 구현한다.
- 모든 파일 이름들은 유니코드로 저장된다.
- 256비트 AES 계산을 따라 압축함으로 압축 파일 안의 파일들의 이름까지 암호화할 수 있다.

## 단점
- 높은 압축율을 위해서 솔리드 압축, 헤더 압축 등의 기술을 사용하기 때문에 물리적으로 단 1비트라도 파일이 손상된 경우 데이터의 복구가 불가능하다. 따라서 별도의 사본이 없는 중요한 데이터는 7z 포맷으로 압축하지 않는 것이 좋다.[4]

## 같이 보기
- 7-zip